# Ipeté
O ipeté ou ipetê (do iorubá) é um prato da culinária baiana. Como o acarajé, também faz parte da comida ritual do candomblé, sendo oferecida especialmente ao orixá Oxum. Semelhante ao bobó de camarão, é preparado com inhame, azeite de dendê, cebola ralada, camarão seco e defumado, gengibre ralado, camarões frescos inteiros e cozidos para enfeitar e sal. É também oferecido ao orixá Oxaguiã, substituindo-se o dendê por azeite doce na festa do Pilão.

## Preparo
Tirar a casca do inhame e cortar em pedaços pequenos; cozinhar ao ponto de amassar com um garfo; colocar os temperos e um pouquinho de sal e bater com uma colher de pau até ficar no ponto de um purê. Colocar em uma tigela e enfeitar com os camarões inteiros.